# Dos Barracos de Madeirite... Aos Palácios de Platina
Dos Barracos de Madeirite... Aos Palácios de Platina é o quinto álbum de estúdio lançado pelo grupo de rap brasileiro Realidade Cruel, em 2007. Contém dois CDs, com treze e doze faixas, respectivamente.

## Faixas

### CD 1
1. Dos barracos de madeirite..., aos palácios de platina
2. Tsunami
3. A trilha sonora do gueto
4. Entre balas e rosas
5. O resgate
6. DEUS é do guetto
7. Vale da escuridão - Parte 2
8. Brinquedo Maldito
9. Atrás das grades de sangue
10. Gangsta Rap Nacional
11. Nos calabouços do ódio
12. Por que que você não me fez te amar
13. Morador di favela

### CD 2
1. A favela chora
2. No final do arco iris
3. Mesmo assim
4. Quem é Você?
5. O bonde
6. Ao menos uma vez
7. Triste vingança
8. Enquanto a guerra não parar
9. Colibri
10. Até os gladiador chorou
11. Quem sabe um dia
12. Jardins de aço

## Prêmios
| Ano  | Prêmio       | Categoria                 | Ref   |
| ---- | ------------ | ------------------------- | ----- |
| 2008 | Prêmio Hutúz | Melhor álbum do ano       | [ 3 ] |
| 2009 | Prêmio Hutúz | Melhores álbuns da década | [ 4 ] |